# دانشگاه پاسفیک
دانشگاه پاسفیک (به انگلیسی: Pacific University) یک دانشگاه ملی است که در فارست گرو اورگن، حدود ۳۶ کیلومتری غرب «پرتلند» واقع شده‌است.
در سال ۱۸۴۹ با نام «آکادمی توالاتین» توسط «اتحاد کلیسای مسیح» به ثبت رسید و براساس نگرش مذهبی آن شعار «برای مسیح و قدرتش» برای آن انتخاب شد. گرچه امروزه رسماًً این ارتباط بین «اتحاد کلیسا مسیح» و دانشگاه وجود ندارد ولی هنوز روابط بین آنها برقرار است.